# Руджеро, Джером
Джером Руджеро (итал. Jérôme Ruggiero, род. 13 сентября 1977 в Льеже, Бельгия) — итальянский модельер, специализирующийся на создании мужской одежды. В 1999 году вместе со своим братом Пьетро основал дом моды «Джером Десс».

## Биография
Джером Джозеф Люсьен Николь Руджеро родился в бельгийском Льеже в семье итальянских иммигрантов из Кампора-Сан-Джованни (муниципалитет Амантея). Его отец Бонавентура работал каменщиком в строительной компании. В 1996 году Джером оставил учёбу в школе архитектуры. В 1999 году вместе своим братом Петром (погиб  13 апреля 2004 года в Campora San Giovanni в результате ДТП) основал собственную компанию «Джером Десс» по продаже мужской одежды прет-а-порте. В 2006 году в Париже он познакомился с Рикардо Андреотти, благодаря чему началось его сотрудничество с фирмой «Томболини».
В мае 2011 года он представил свою коллекцию в Каннах.